# 李韓烈
李 韓烈（イ・ハニョル、朝: 이한열、1966年8月29日 - 1987年7月5日）は、韓国の学生運動家。全羅南道和順郡出身。

## 略歴
1986年、延世大学経営学部入学。1987年1月14日に起きた朴鍾哲拷問致死事件に抗議し、1987年6月9日、拷問殺人隠蔽糾弾及び護憲撤廃国民大会で学外闘争に出た。しかし、戦闘警察が発射した催涙弾SY-44の破片を後頭部に受け、1か月間死線をさまよった後、7月5日02時05分に死亡した。
李の死亡を受け、7月9日故李韓烈烈士民主国民葬が行なわれた。延世大学本館前を出発した葬儀隊は、新村ロータリーからソウル特別市市庁前を経由し、光州望月洞にある光州事件犠牲者墓地まで行進した。参加者は、ソウル100万、光州50万、韓国全土で160万人に及んだ。倒れた李韓烈を同じ学校の学生であるイ・ジョンチョルが助ける写真は、絵に変わって学生運動の象徴となった。
2004年6月に李韓烈記念館が完工し、2005年6月9日に開館（ソウル市麻浦区）。

## 演じた俳優
カン・ドンウォン - 映画『1987、ある闘いの真実』（2017年公開）